# Каріна Схапман
Каріна Схапман (нід. Karina Schaapman; 6 червня 1960) — нідерландська дитяча письменниця, художниця і колишня політична діячка.

## Біографія
Каріна Схапман народилася у Лейдені (Нідерланди), де жила до 13 років з матір’ю та вітчимом. Її матір померла, а дівчинка потрапила під опіку батька. Через насильство в сім`ї його позбавили батьківських прав, а дівчинку вдочерили. Не витримавши у прийомній родині, вона втекла. Тривалий час Каріна перебувала в оточенні популярного тоді співака Германа Брода та була постійною відвідувачкою нічних клубів Амстердама. Своє буремне життя вони описала в автобіографічній книжці Zonder Moeder (Без матері). На початку 80-их років Каріна вибралась із цього оточення, вийшла заміж та стала матір’ю чотирьох дітей.
З 2002 по 2008 рік від імені Лейбористської партії працювала у міській раді Амстердама. Видала кілька книг про стосунки дітей, батьків та шкільне виховання.
Відверта і болюча оповідь Без матері вийшла друком у 2004 році і стала бестселером у Нідерландах.
Ще з дитинства Каріна чула від матері історії про мишенят, а вже у дорослому віці, як завершила свою політичну кар'єру, видала власну книгу про мишей.
«У 2008 році я вирішила написати книгу про мишенят. Тоді я не була певна, чи в мене щось вийде. Спершу виникла ідея збудувати будиночок для мишенят. Намалювавши ескіз кімнат, взялась до роботи. По ходу будівництва вигадувала різні історії. Ось так народилася книга про Сема та Джулію», - розповідає Каріна..
Проживає в Амстердамі

## Переклади українською
- Мишачий дім Сема і Джулії / пер. Оксани Синичак ; іл. Каріни Схапман. — Львів : Видавництво Старого Лева, 2015. — 58 с. — ISBN 978-617-679-124-9.
- Сем і Джулія в театрі / пер. Ірини Коваль ; іл. Каріни Схапман. — Львів : Видавництво Старого Лева, 2019. — 68 с. — ISBN 978-617-679-705-0